# 大花威灵仙
大花威灵仙（学名：Clematis courtoisii），为毛茛科铁线莲属下的一个植物种。